# Schloss Mönchzell

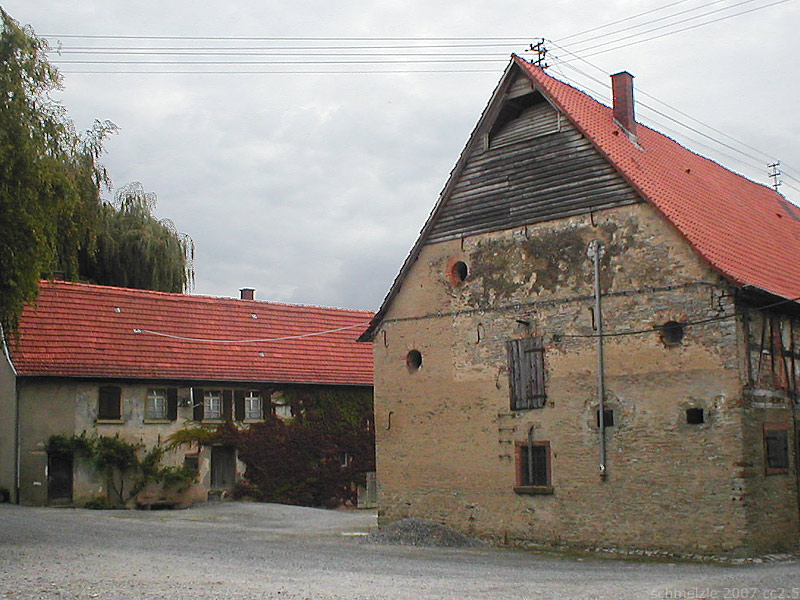
Vom Mönchzeller Schloss sind nur noch Wirtschaftsgebäude aus dem 18. Jh. vorhanden.

Das sogenannte Mönchzeller Schloss oder Schlosshof ist das heutige Hofgut Fellmann. Es war die Wohn-, Hofgut-, Verwaltungs- und Gerichtsstelle der Mönchzeller Ortsherren und war von 1867 bis 1982 Eigentum der Pfälzer Katholischen Kirchenschaffnei in Heidelberg, die es 1982 an die damalige Pächterfamilie Fellmann verkaufte.

## Keimzelle Mönchzells
Am ehemaligen Mönchzeller Weiher, im heutigen Hofgut oder Schloss zwischen dem Weihergarten und der Friedhofstraße gelegen, liegt die Keimzelle Mönchzells. Dort dürfte, wie bei anderen Zellorten auch, die kirchliche Zelle eines Einsiedlers existiert haben, worauf auch Mauerreste, die zu Beginn des 20. Jahrhunderts noch vorhanden waren (siehe Ortschronik Pfarrer Nieder 1900), hindeuten. 

## Bau des Schlosses
Georg von Zandt (1555 bis 1598), der als die Bauern malträtierender „Reiter-Jörg“ in die Mönchzeller Ortsgeschichte einging, baute das sogenannte Schloss aus eigenen Mitteln neben dem damaligen alten Burgstadel auf und erreichte dadurch gegenüber den Landgrafen von Hessen die Umwandlung des bisherigen Mannlehens Mönchzell in ein Erblehen. Sowohl das Burgstadel als auch das von Zandt errichtete Hauptgebäude sind nicht mehr vorhanden.  

## Mustergut Mönchzell
Unter den Freiherren von Uexküll führte deren Amtsmann Johann Ludwig Spring in der zweiten Hälfte des 18. Jahrhunderts auf dem Mönchzeller Schloss vorbildliche Agrarreformen durch, die das Mustergut Mönchzell weithin zum Vorbild einer vorbildlichen Landwirtschaft machten. 

## Privatisierung 1982
Das Mönchzeller Hofgut kam 1867 durch Verkauf anlässlich der Freiherren von Uexküllschen Erbteilung, die damals die Ortsherrschaft ausübten, an die Pfälzer Katholische Kirchenschaffnei, die heute noch die größte Grundeigentümerin Mönchzells ist und als Erbverpächter auftritt. Das Hofgut Mönchzell wurde 1982 durch die Pächterfamilie Fellmann von der Kirchenschaffnei käuflich erworben.